# Глуп корабль, сразившийся с крепостью
Глуп корабль, сразившийся с крепостью (англ. A ship's a fool to fight a fort) — поговорка, приписываемая адмиралу Нельсону, смысл которой состоит в том, что при равном уровне технологии, береговая оборона имеет преимущество перед военно-морским флотом: более прочную защиту и более мощную артиллерию с бо́льшим количеством боеприпасов, расположенную на господствующих высотах.
По мнению военно-морского историка Л. Феррейро, атрибуция высказывания Нельсону ошибочна. Первым пословицу связал с именем Нельсона другой британский адмирал, Джон «Джеки» Фишер, незадолго до перехода на пост первого морского лорда в 1904 году, когда в своём письме первому лорду адмиралтейства У. Палмеру он описывал реформы флота.
Принцип оставался в силе по крайней мере до второй мировой войны, когда в процессе подготовки к ней морские державы строили линкоры с целью сражаться с линкорами противника вдали от берегов. Специалисты расходятся в оценке современной ситуации. Одни считают, что с появлением высокоточного оружия большой дальности фактор внезапности и подвижность, присущие флоту, дают ему преимущество перед наземными силами. Другие, напротив, указывают, что размещение сил на земле по-прежнему необходимо, а развитие противокорабельных ракет создало хорошие условия для недорогого и эффективного ограничения и воспрещения доступа и манёвра как альтернативы развитию собственного флота в случае прибрежных государств, не озабоченных проекцией своей силы. Их второразрядный «крепостной флот» (который в состоянии действовать только под огневым прикрытием с берега) окажется в состоянии контролировать достаточно большие акватории — в случае Китая — Китайские моря и части Тихого и Индийского океанов.